# MoD - Mänskliga rättigheter och Demokrati
MoD – Mänskliga rättigheter och Demokrati är ett svenskt politiskt parti, grundat 2021. Partiets kärnfrågor är närdemokrati, utträde ur Europeiska unionen, bevarandet av kontanter och den svenska kronan, nej till svenskt Natomedlemskap och DCA-avtalet, yttrande- och informationsfrihet, holistisk folkhälsa och hälsofrihet, ett hållbart jordbruk samt en nationell vetenskapsbaserad miljöpolitik. I både riksdagsvalet 2022 och EU-valet 2024 blev MoD det femte största småpartiet utan erhållna mandat.

## Ideologi
MoD ser med oro på en mer centraliserad värld med urholkning av demokrati, yttrandefrihet och mänskliga rättigheter. De är ett tvärpolitiskt parti med "människor från höger till vänster" som "står upp för mänskliga rättigheter och demokrati".

## Politiskt program

### Demokrati och yttrandefrihet
Partiet motsätter sig den svenska grundlagsförändringen om utlandsspioneri som förbjuder journalister att röja och avslöja uppgifter som kan skada Sveriges relationer till allierade och mellanstatliga organisationer. De motsätter sig även DSA lagen om digitala tjänster (Digital Services Act) som EU antog 2022. De anser att lagen öppnar för censur under förevändning att bekämpa desinformation, och de tycker att "desinformation och propaganda hanteras bättre genom öppen dialog än censur".
Partiet vill införa ett Yttrandefrihetsombud (YO) som ser till att yttrandefrihet efterlevs och att ingen enskild eller förening diskrimineras och censureras. De vill också främja oberoende media som inte ägs av multinationella bolag.

### Europeiska unionen
MoD vill att Sverige lämnar den Europeiska unionen, som de anser har utvecklats i en riktning som hotar demokrati, fred, yttrandefrihet och finansiell transaktionsfrihet. De anser att andra partier har övergett sina EU-kritiska väljare och nu istället står "med mössan i hand nere i Bryssel".

### Försvar
Partiet är emot ett svenskt medlemskap i NATO. De är även motståndare till Sveriges försvarssamarbete med USA, DCA-avtalet, då de anser att Sverige skall värna om alliansfriheten. De är mot en militarisering, och anser vi skall förstärka vår beredskap och vårt samhällsskydd.
Partiet anser att Sverige omedelbart skall stoppa alla vapenleveranser till kriget i Ukraina, och ta täten i fredsförhandlingar mellan NATO och Ryssland.

### Hälsa och sjukvård
Partiet är motståndare till vaccinpass.

### Jord- och skogsbruk
Partiet vill öka landets självförsörjning på livsmedel och de vill stärka det ekologiskt hållbara jordbruket.

## Historia
Partiet grundades 2021 som en reaktion "över politiker som inte stod upp för mänskliga rättigheter och demokrati".
MoD var drivande i demonstrationerna på Sergels torg i januari 2022 som samlade tusentals människor för att protestera mot vaccinpassen under Covidpandemin. Motståndet mot vaccinpass var också en av de frågor som partiet drev i riksdagsvalet 2022.
I januari 2024 blev den då partilösa riksdagsledamoten Elsa Widding medlem av MoD, för att sedan lämna partiet elva dagar senare.
Efter att Miljöpartiet, Sverigedemokraterna, och Vänsterpartiet övergett kravet på EU-utträde, var MoD ett av få partier som under EU-valet 2024 argumenterade för att Sverige ska lämna den Europeiska unionen.

## Organisation

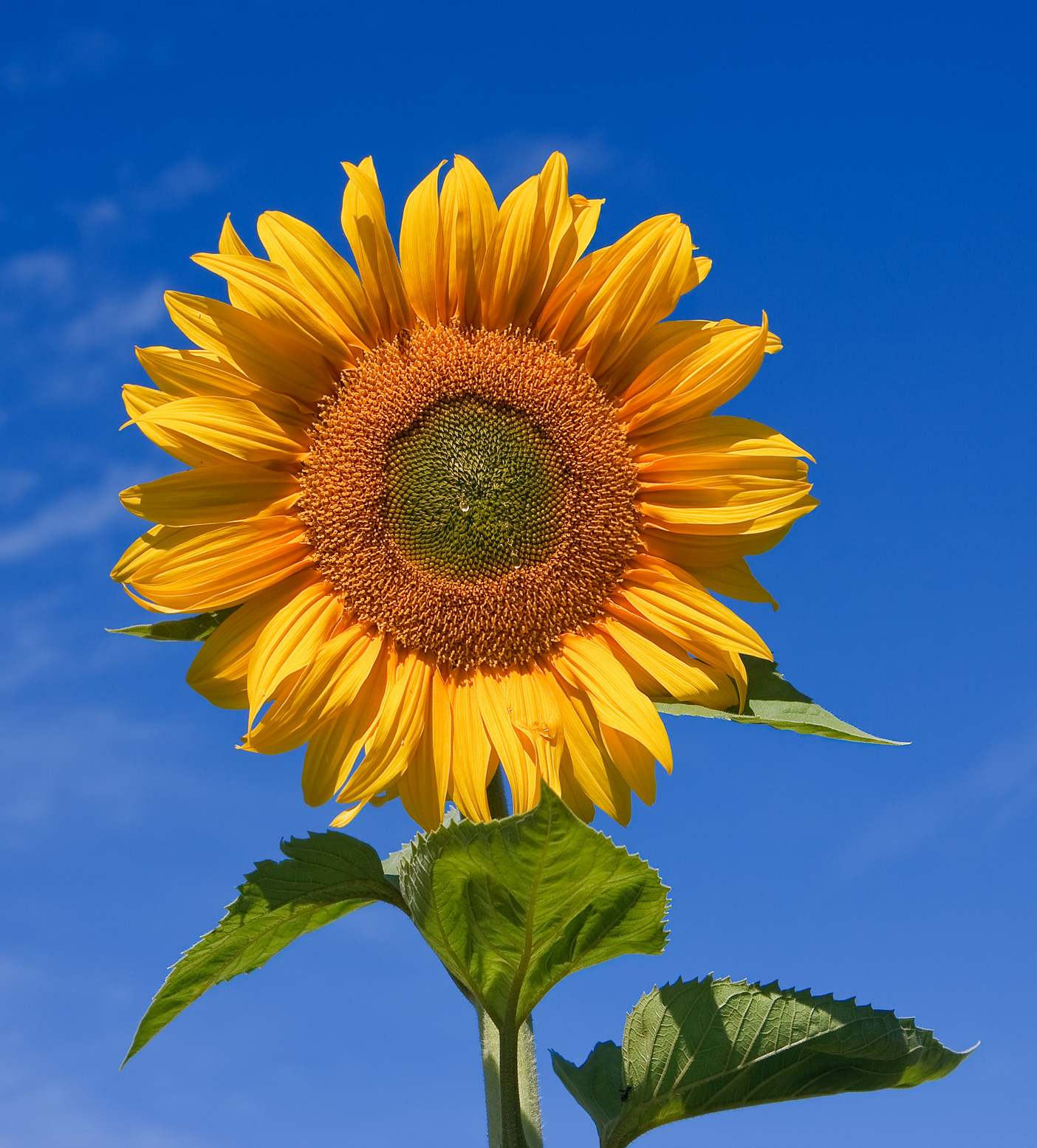
Solrosen är partiets symbol

### Partisymbol
MoD har solrosen som partisymbol.

### Medlemmar
MoD sade sig i maj 2024 har 2 685 medlemmar.

### Partiledare
- Andreas Sidkvist (2021-)

## Valresultat

### Riksdagen
Vid riksdagsvalet 2022 fick MoD 6 077 röster (0,09 procent), vilket gjorde det till landets 13:e största parti och det femte största utanför riksdagen Partiet hade en gemensam valsedel för hela landet, som toppades av egenföretagaren Cecilia Strandevall, partiledaren Andreas Sidkvist och kulturarbetaren Peter Wahlbeck.

### Europaparlamentet
I EU-valet 2024 fick partiet 8 057 röster. Det var 0,19 procent av samtliga röster och mer en än fördubbling av procentantalet jämfört med riksdagsvalet 2022. Partiets valsedel toppades av Andreas Sidkvist och Sophia Keivanlo. På valsedeln fanns genom en valsamverkan partiet Enhets två talespersoner: Gunilla Wigertz på tredje och Vide Geiger på sjätte plats.